# 唐納爾森 (印第安納州)
唐納爾森（英語：Donaldson）是位於美國印第安納州馬歇爾縣的一個非建制地區。該地的面積和人口皆未知。